# 福井太智
福井太智（日語：福井 太智，2004年7月15日—），日本足球運動員，司職中場，現效力於葡超球隊阿洛卡。

## 俱樂部生涯
福井太智在2004年7月15日出生于神奈川县，他从U12年龄段开始就效力于鸟栖沙岩，并且经常与一线队一起训练，而且是队史最年轻的出场球员，同时还是一名日本U20国脚。
拜仁慕尼黑官方，球队签下了日本新星福井太智，双方签约至2025年6月。
2024年1月31日，与拜仁慕尼黑足球俱乐部续约至2026年，后被租借至葡萄牙足球超级联赛波尔蒂芒人体育俱乐部。